# Santeri Kuusiniemi
Santeri Kuusiniemi (* 10. Oktober 1998 in Lempäälä) ist ein finnischer Leichtathlet, der im Sprint und im Hürdenlauf an den Start geht.

## Sportliche Laufbahn
Erste internationale Erfahrungen sammelte Santeri Kuusiniemi im Jahr 2017, als er bei den U20-Europameisterschaften in Grosseto mit 10,65 s im Halbfinale im 100-Meter-Lauf ausschied und über 200 m seinen Vorlauf nicht beenden konnte. 2022 erreichte er bei den Europameisterschaften in München das Halbfinale über 110 m Hürden und schied dort mit 13,81 s aus. Im Jahr darauf kam er bei den Halleneuropameisterschaften in Istanbul mit 7,95 s nicht über den Vorlauf über 60 m Hürden hinaus und im August schied er auch bei den World University Games in Chengdu mit 13,72 s in der Vorrunde über 110 m Hürden aus. 2024 belegte er bei den Europameisterschaften in Rom in 13,84 s den siebten Platz und im Jahr darauf kam er bei den Halleneuropameisterschaften in Apeldoorn mit 7,85 s nicht über den Vorlauf über 60 m Hürden hinaus.
2024 wurde Kuusiniemi finnischer Meister im 110-Meter-Hürdenlauf sowie 2022 Hallenmeister im 60-Meter-Hürdenlauf und 2023 in der 4-mal-200-Meter-Staffel.

## Persönliche Bestzeiten
- 100 Meter: 10,58 s (+1,2 m/s), 13. Juni 2017 in Turku
  - 60 Meter (Halle): 6,84 s, 27. Januar 2019 in Helsinki
- 110 m Hürden: 13,58 s (−0,4 m/s), 26. Mai 2024 in Budapest
  - 60 m Hürden (Halle): 7,74 s, 20. Februar 2022 in Kuopio